# Boana maculateralis
Hypsiboas maculateralis es una especie de anfibio anuro de la familia Hylidae.

## Distribución geográfica
Esta especie se encuentra entre los 186 y 354 m sobre el nivel del mar en:
- Ecuador en las provincias de Napo, Orellana, Pastaza y Sucumbíos;
- Perú en la región de Madre de Dios.[3] Su presencia es incierta en el sur de Colombia.

## Descripción
Los 22 especímenes machos adultos observados en la descripción original miden de 31 a 39 mm de longitud estándar y los 6 especímenes hembras adultas observadas en la descripción original miden de 32 y 55 mm de longitud estándar.

## Etimología
El epíteto específico maculateralis proviene del latín maculatus, manchado y de lateralis, lateral, con referencia a las manchas de color marrón oscuro en los flancos de esta especie.

## Publicación original
- Caminer & Ron, 2014: Systematics of treefrogs of the Hypsiboas calcaratus and Hypsiboas fasciatus species complex (Anura, Hylidae) with the description of four new species. ZooKeys, n.º 370, p. 1–68[4]